# ليكو (لاعب كرة قدم مواليد 1985)
ليكو هو لاعب كرة قدم برازيلي في مركز الهجوم، ولد في 23 مارس 1985 في Paraíba do Sul, Rio de Janeiro ‏ في البرازيل. لعب مع نادي إيست بنغال ونادي سيتيزن.

## وصلات خارجية
- ليكو (لاعب كرة قدم مواليد 1985) على موقع قاعدة بيانات كرة القدم.إي يو (الإنجليزية)
- ليكو (لاعب كرة قدم مواليد 1985) على موقع Soccerway.com (الإنجليزية)